# تپه دربند (۳)
تپه دربند (۳) مربوط به دوره ساسانیان است و در شهرستان جاجرم، بخش جلگه سنخواست، دهستان دربند، حاشیه شمالی روستای دربند واقع شده و این اثر در تاریخ ۷ اسفند ۱۳۸۶ با شمارهٔ ثبت ۲۱۲۹۹ به‌عنوان یکی از آثار ملی ایران به ثبت رسیده است.